# Sea Shepherd
Sea Shepherd (полное название англ. Sea Shepherd Conservation Society, сокращённо SSCS), или Морской пастух, иногда «Морской дозор») — некоммерческая организация, занимающаяся защитой и сохранением экосистем морской среды (англ.), расположенная во Фрайди-Харбор, штат Вашингтон, США. Организация использует тактику прямого действия при защите морской фауны, и работает преимущественно в международных водах. Организация уделяет особое внимание связям с общественностью и освещению своей деятельности через средства массовой информации. В последнее время общество занималось антикитобойной деятельностью в водах Антарктики.
Сегодня организация управляет несколькими кораблями. Корабли Общества называют «Флотилией Нептуна».
Общество охраны морской фауны было основано в 1977 году (и изначально называлось Earth Force Society) Полом Уотсоном, одним из первых участников Гринпис, считавшим действия Гринпис недостаточно решительными. Значительное число известных личностей поддержало тактику Общества в части противостояния рыболовству, китобойному промыслу и охоте на тюленей, в то же время критики относят такие акции прямого действия к насильственным методам..
Акции включают в себя повреждение, ведущее к подтоплению, стоящих в портах китобойных судов, препятствование охоте на тюленей в Канаде, таран судов, попытки временно ослепить или дезориентировать китобоев с помощью боевых лазерных указок, забрасывание вышедших в море судов бутылками с резко пахнущей масляной кислотой, абордаж китобойных судов, захват и уничтожение установленных в море дрифтерных сетей. Общество охраны морской фауны объясняет, что подобные агрессивные акции необходимы, поскольку мировое сообщество продемонстрировало нежелание или неспособность остановить жестокие по отношению к животным методы промысла.
Некоторые правительственные структуры и организации относят SSCS к террористам. В 2017 году объявила, что прекращает преследования японских китобоев из-за противодействия со стороны США, Австралии и Новой Зеландии, действующих «заодно с Японией».
В 2008 году телеканал Animal Planet приступил к съёмкам еженедельной программы Китовые войны о столкновениях SSCS с японским китобойным флотом в Южном океане, которая впоследствии принесла Обществу широкую известность.

## История
Предшественница организации, Earth Force Society, была создана в 1977 году Полом Уотсоном, после его исключения из совета Гринписа в связи с разногласиями в отношении акций прямого действия, не соответствующих пацифистскому духу Гринписа. Вскоре Уотсон покинул Гринпис. Первоначально его организация не имела финансирования и поддерживалась лишь небольшой группой сторонников. В 1978 году Уотсон сумел убедить Кливленда Эмори, возглавлявшего британский фонд защиты животных, профинансировать приобретение первого судна Sea Shepherd.
Первая акция прямого действия была проведена Обществом охраны морской фауны против охоты на тюленей в Канаде в заливе Св. Лаврентия в марте 1979 года.
Продолжение таких акций сделали SSCS ответственным за повреждение или подтопление нескольких китобойных судов с помощью диверсий или тарана. SSCS предпринимает попытки противодействия китобоям России, Испании, Норвегии, Исландии, Фарерских островов и Японии в кампаниях по всему миру.
Следуя той же тактике в последующие годы, SSCS удалось подтопить португальское китобойное судно, однако Sea Shepherd было конфисковано и утрачено. По словам Уотсона, он использовал средства, вырученные от продажи прав на историю инцидента, для финансирования его следующего судна.
В 1980-е годы организация проводит ряд спорных и опасных акций, направленных на защиту морской среды, среди которых атака на китобойную базу в Хвальфьёрде. Однако в 1990-е её характеризует стремление изменить общественное мнение. И если раньше это была аргументация с позиции этики, в 2+90-х команда Уотсона начинает позиционировать себя как организацию, борющуюся с браконьерством, приписывая себе полномочия закона, опираясь на нечётко сформулированное собственное толкование законодательства об охране окружающей среды и морского права. В некоторых случаях в 2000-х Общество охраны морской фауны сотрудничает с правительствами, участвуя в официальной борьбе с морским браконьерством, как, например, в водах Коста-Рики.

## Статус и руководство

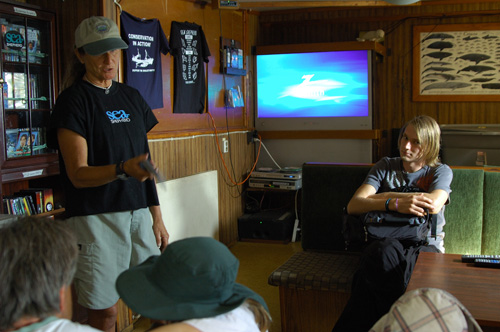
Защитники дикой природы во время учебной сессии на борту Farley Mowat

Общество охраны морской фауны является неправительственной экологической организацией США (501(c)(3)) и освобождена от налогообложения. 80,8 % доходов организация тратит на свои программы, 8,9 % — на административные расходы. Общество функционирует за счёт средств, полученных от частных и корпоративных пожертвований, лекций Пола Уотсона, интернет-рекламы и грантов. В обществе работают волонтёры и малооплачиваемые сотрудники. Уотсон говорит, что предполагает сохранить его организацию небольшой и не верит во вложения в увеличение фонда и расширение штата.
SSCS управляется советом директоров. В настоящее время в организации шесть директоров, включая Уотсона. Общество имеет нескольких консультативных советов, каждый из которых занимается определённой областью знаний. Среди них научный, технический и совет по охране окружающей среды, в который входят 13 членов, включая основателя Earth First! Дэйва Формана и Херста Клейншмидта, бывшего (2006) заместителя председателя Международной китобойной комиссии; совет по финансам и управлению; совет по закону и праву, куда входит Иэн Кэмпбелл, бывший министр окружающей среды и культурного наследия Австралии (2004—2007), ранее обвиняемый представителями китобойного бизнеса в неприемлемых тесных связях с организацией; совет по правам человека и животных, куда входит философ права Том Риган; совет по средствам массовой информации и культуре, среди членов которого Шон Пенн и Мартин Шин, а также совет по фотографии. В январе 2015 года в совет директоров организации вошла известная фотомодель Памела Андерсон.

## Активизм
Общество охраны морской фауны в целях защиты морской флоры и фауны проводит как традиционные акции протеста, так и акции прямого действия. Эти операции включают в себя препятствование коммерческому рыболовству, браконьерскому вылову акул и добыче акульих плавников (когда акул вылавливают, отрезают им плавники, и, ещё живых, сбрасывают в море, где те, не имея возможности нормально передвигаться, погибают от асфиксии, кровопотери либо нападения других хищников), охоте на тюленей и китобойному промыслу.
SSCS активно препятствует лову рыбы и браконьерству в водах Тихого океана, Средиземного моря и близ Галапагоских островов.
Согласно заявленной миссии, организация «использует инновационную тактику прямого действия с целью расследования, документирования и противодействия, когда это необходимо для выявления и пресечения незаконной деятельности в открытом море». В 2009 году Пол Уотсон заявил, что организацией потоплено 10 китобойных судов и уничтожено оборудование на миллионы долларов. Данная практика привела к травмам у моряков, таким как сотрясение мозга и осложнения в результате применения химического оружия, в том числе у членов экипажей SSCS.
Уотсон расценивает предпринятые меры как противодействие «преступной деятельности» и характеризует Общество как «организацию, борющуюся с браконьерством».

## Критика
Критики утверждают, что действия SSCS являются нарушением международного права, на что Уотсон отвечает, что действия Общества, напротив, направлены на соблюдение международного морского права в соответствии с документами Организации Объединенных Наций и Всемирной хартии природы.
В репертуаре фарерской рок-группы Týr есть песня «Rainbow Warrior», которая была написанная в протест SSCS. Вокалист группы Хери Йонсен и барабанщик Кари Стреймой негативно отзывались о присутствии Общества на Фарерах. Йонсен также участвовал в теледебатах с Полом Уотсоном.
Когда Австралия объявила охоту Японии в Китовом заповеднике Южного океана незаконной, судья федерального суда отметил, что «не существует практического механизма, посредством которого решение суда могло бы быть исполнено».
Отсутствие таких законных механизмов вынуждает Общество действовать без официальных санкций, выполняя, по их мнению, функции правоохранительных органов. В 2008 году в научном докладе Университета Монаша содержался вывод о том, что Общество охраны морской фауны наиболее точно может быть охарактеризовано как организация, осуществляющая правосудие там, где государство и международное сообщество не может или не желает этого делать.
С тех пор как Уотсон оставил Гринпис, организация подвергает критике тактику Общества охраны морской фауны, особенно в части столкновений с китобойными судами в море. Гринпис настаивает на том, что тактика SSCS может создавать угрозу для жизни рыбаков и китобоев, и называет Уотсона сторонником насилия и экстремистом, отказываясь от каких-либо дополнительных комментариев к его действиям. Гринпис также критикует сайт и символику Общества. Обе организации протестуют против китобойного промысла Японии, но Гринпис не содействует SSCS в преследовании китобоев.
В своей книге 2009 года «Китобойной промысел в Японии» Дзюн Морикава пишет, что конфронтационная тактика SSCS в действительности укрепила решимость Японии продолжать свою китобойную программу. Согласно Морикаве, деятельность Общества, направленная против китобойных судов Японии позволила японскому правительству получить внутреннюю поддержку от японцев, придерживающихся противоположных взглядов на эту охоту.
Общество охраны морской фауны подвергается критике, а иногда и физическому нападению в ряде стран, где проводит свои акции. В ноябре 1988 года была захвачена и брошена на рифы надувная лодка, принадлежащая обществу, в ответ на протесты против охоты на китов американского народа маках. В марте 1995 года группа канадских охотников на тюленей ворвалась в гостиницу, где жили волонтёры организации. Им удалось убежать, в то время как нападавшие обыскивали их комнату. В 2005 году экипаж SSCS был атакован группой охотников на тюленей.
В 2008 году рыбаки французских островов Сен-Пьер и Микелон подрезали на линии швартовки Farley Mowat, услышав, что Уотсон пренебрежительно отозвался о гибели четырёх охотников на тюленей. В феврале 2010 года у австралийского посольства в Токио прошла демонстрация защитников китобойного промысла против Общества охраны морской фауны. Активист протеста назвал действия организации «расовой дискриминацией японского народа».
Трей Паркер, один из создателей сатирического мультсериала «Южный парк», наоборот, критиковал Общество за недосточный радикализм борьбы с японским китобойным промыслом (порой напоминающей фарс) в серии «Китовые шлюхи».

## Связи с общественностью
Организация работает с журналистами и составляет заявления в формате пресс-релизов для распространения своей информации в СМИ.
Один из примеров такого взаимодействия Уотсон демонстрирует в эпизоде «Китовых войн», когда он создает международную информационную «бурю», после того как два члена экипажа Общества оказываются заключёнными под стражей на японском китобойном судне после незаконного проникновения на корабль. В своей книге Earthforce! Уотсон советует читателям, когда они считают необходимым, готовить информацию, содержащую цифры и факты, и смело передавать её журналистам. Добавляя, что «истина не имеет ничего общего» с сущностью масс-медиа. И на обвинение в манипуляции со СМИ отвечает: «То, что мы делаем — лишь предоставляем СМИ сюжеты, от которых они не могут отказаться … и это то, как мы привлекаем внимание к происходящему с китами, тюленями, акулами и другими морскими обитателями, за сохранение которых мы боремся».
Общество охраны морской фауны также использовало спутниковые каналы связи, веб-камеры и интернет-блоги при осуществлении своих операций в Южном океане, и предлагало СМИ работать вместе. В 2006 году организацию сопровождали представители сети Seven Network, журнала National Geographic и документалисты. В телевизионном документальном сериале Discovery «Китовые войны» запечатлена антарктическая кампания Общества охраны морской фауны 2008—2009 гг. против японских китобоев, последовавшая за произошедшим со Steve Irwin. Трансляция сериала началась 7 ноября 2008 года на канале Discovery Animal Planet.
Организация получает пожертвования как от творческих знаменитостей, так и от бизнесменов, в их числе Стив Винн, Боб Баркер и Джон Пол Деджориа, актеры Эдвард Нортон, Пирс Броснан, Кристиан Бейл, Эмили Дешанель и Уильям Шетнер Мартин Шин, Дэрил Ханна и Ричард Дин Андерсон присоединились к акциям протеста Общества. В 2007 году актёр Хит Леджер стал автором и режиссёром музыкального видео на песню Modest Mouse King Rat с целью повышения осведомлённости общества о ежегодной охоте на китов, проходящей у берегов его родной Австралии. Леджер погиб до завершения этой работы, но она была закончена другими, и видео вышло в эфир в августе 2009 года. Выручка от его продаж на iTunes за первый месяц релиза была пожертвована SSCS.
Финансовую поддержку организации оказывают музыканты, среди них Мик Джаггер, Энтони Кидис (Red Hot Chili Peppers), Леона Льюис, Рик Рубин, группа The Red Paintings. В 2009 году серфер-профессионал Келли Слейтер присоединился к Quicksilver — австралийскому партнеру Общества для выпуска благотворительной линии одежды, куда вошли и спортивные шорты дизайна от Слейтера.
Далай-лама направил Полу Уотсону письмо с выражением поддержки, сопроводив его насупившейся статуэткой божества Хаягрива, символизирующей сострадание и упорство в преодолении трудностей.
В 2008 году Косметическая компания Lush поддержала организацию в деле просвещения общества о практике добычи акульих плавников, выпустив «Мыло из плавников акулы» (Shark Fin Soap) — каламбур на суп из плавников акулы (shark fin soup), все средства от продажи которого были направлены SSCS.

## Взаимоотношения с властями
В докладе на тему «Угроза экотерроризма», сделанном для одного из подкомитетов Конгресса США в 2002 году, Общество охраны морской фауны оказалась первой организацией, которую упоминает представитель ФБР в связи с их препятствованием коммерческому рыболовству, выражавшемся в повреждении дрифтерных сетей. Ранее в отчёте канадской разведки на тему «Отдельные вопросы терроризма» было заявлено, что «Уотсон и его сторонники были вовлечены в целый ряд боевых действий» против охотников на китов и тюленей, рыболовов, использующих дрифтерные сети, и упомянуто о «деятельности, направленной против лесозаготовок в Канаде». Также организация обвинялась в экотерроризме японским правительством. В связи с акциями, направленными против канадских охотников на тюленей, проводимых SSCS в 2008 году, Дэнни Уильямс, премьер Ньюфаундленда и Лабрадора, назвал Уотсона террористом и сказал, что присутствие SSCS в этой провинции не приветствуется.
Организация готовит большинство своих акций в Австралии, с участием иностранных волонтёров, которым необходима возможность въезжать и выезжать из страны по туристическим визам Tasmanian Greens и «зеленый» Сенатор Боб Браун разными способами поддерживают организацию, включая защиту перед австралийским правительством и общественную поддержку. Когда Стив Ирвин вернулся в Хобарт в феврале 2009 года, австралийская федеральная полиция изъяла кинохронику и судовые журналы корабля, обосновав это претензиями со стороны Японии. Браун заявил, что австралийский премьер-министр должен потребовать их немедленного возвращения, однако пресс-секретарь министра внутренних дел ответил, что это вопрос федеральной полиции.
В октябре 2009 года австралийский Департамент иммиграции постановил, что Уотсон и его старший помощник Питер Хаммерстедт должны удовлетворять новым требованиям получения бизнес-виз. Уотсон раскритиковал эти требования, так как усмотрел в них уступку давлению со стороны Японии. Австралийское правительство отклонило идею о том, что это попытка каким-то образом задержать Уотсона, и 20 октября 2009 визы были выданы.
В 2010 году во время визита в Японию Далай-лама сказал, что, хотя он согласен c необходимостью прекращения Японией охоты на китов, Общество должно отказаться от использования насильственных методов для достижения этой цели.
В феврале 2010 года активист Sea Shepherd из Новой Зеландии Пит Бетьюн высадился на борту японского китобойного судна «Сёнан-мару № 2» и попытался произвести гражданский арест экипажа судна. Но японское судно сразу же направилось в Токио, где Бетьюна арестовали японские власти. В июле 2010 года он был осужден на 2 года заключения условно
Корабли SSCS ходили под флагами разных стран, и, по мнению ряда правительств, занимались неподобающей деятельностью, что неоднократно приводило к проблемам регистрации морских судов Общества. Канада, Белиз и Того аннулировали регистрацию нескольких судов, а ранее регистрацию аннулировали Нидерланды.
Японский институт исследования китов (ICR) и компания Kyodo Senpaku, которой принадлежат китобойные суда, в декабре 2012 года подала иск в суд на активистов из организации Sea Shepherd. Заявитель попросил предоставить юридическую защиту своих судов и членов экипажей. В частности, в иске говорится о многочисленных попытках испортить двигатели судов, что создавало потенциально крайне опасные для экипажа ситуации. Представитель ICR Гэвин Картер (Gavin Carter) ранее заявлял, что поданный в суд иск касается только насильственных акций, а не мирных демонстраций протеста. Он также сообщил, что денежной компенсации от активистов ICR не требует.
В феврале 2013 года судья апелляционного суда девятого округа США Алекс Козински (Alex Kozinski) признал действия активистов Sea Shepherd пиратством и предписал членам экологической организации прекратить нападать на японские китобойные судна. «Вам не обязательно иметь костяную ногу и закрывать один глаз, чтобы быть пиратами», ― заявил он.

## Корабли

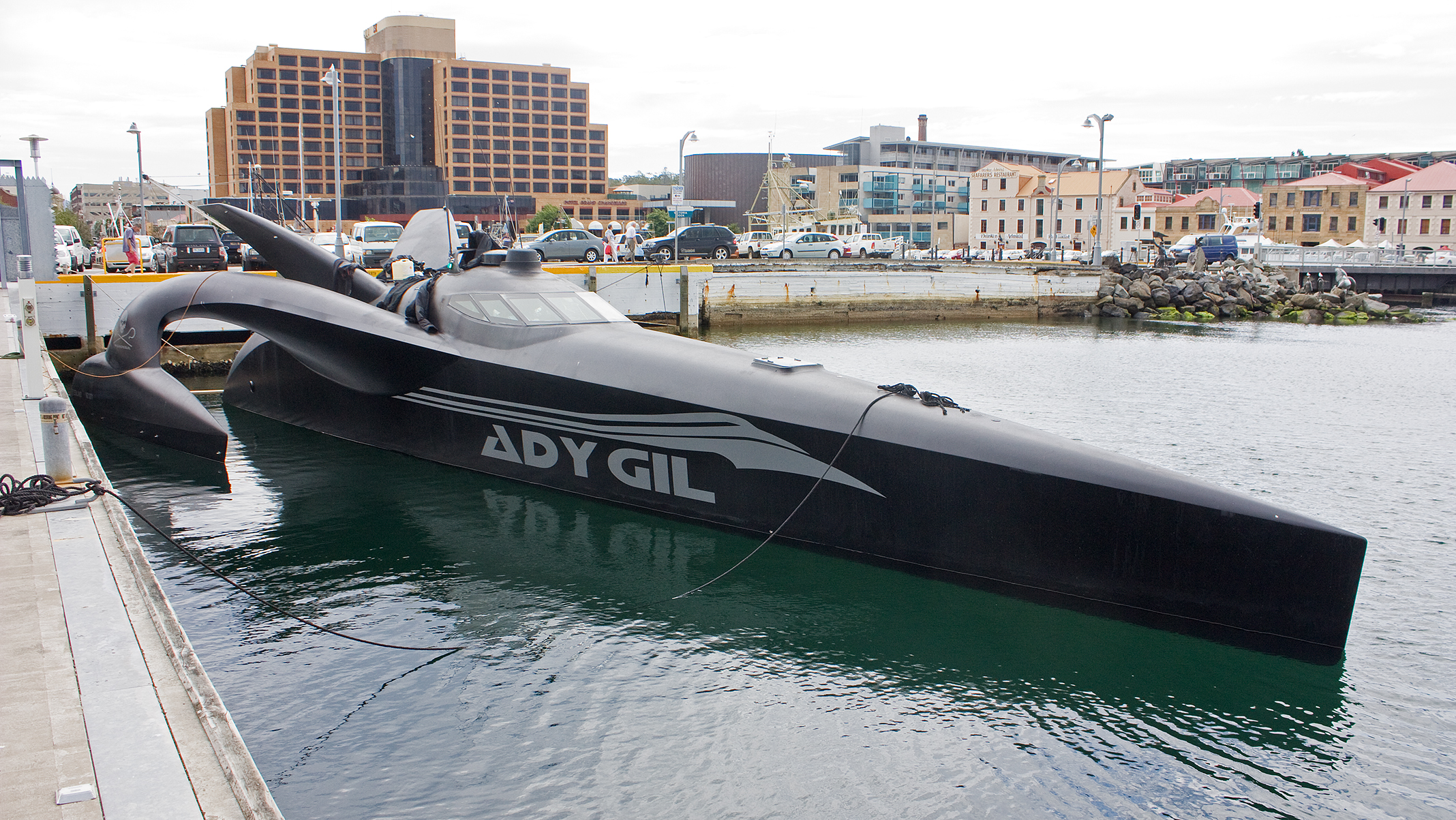
Ady Gil в порту Хобарт, Тасмания

На начало 2010 года у Общества было два корабля — MV Steve Irwin и Bob Barker, и несколько небольших жёстко-корпусных надувных лодок (RHIB).
«Стив Ирвин» был приобретён в 2006 году и первоначально назывался Robert Hunter. Он был переименован в честь известного австралийского исследователя и телеведущего Стива Ирвина «The Crocodile Hunter» («Охотника за крокодилами»), трагически погибшего в том же году. Терри Ирвин, вдова Стива, поддержав Общество охраны морской фауны, сказала: «Киты всегда были в сердце Стива, и в 2006 году он рассматривал возможность присоединиться к Обществу и посвятить своё путешествие защите этих прекрасных животных».
Другое судно, 1200-тонный «Боб Баркер», было названо в честь владельца известного телешоу и активиста защиты животных Боба Баркера, который, пожертвовав 5 миллионов долларов США, сделал возможной покупку в Гане старого норвежского китобойного судна. В феврале 2010 года «Боб Баркер» столкнулся с японским китобойным судном, которое нанесло ему глубокую пробоину в корпусе.
В 2010 году Sea Shepherd за 4 миллиона долларов приобрело судно-перехватчик Брижит Бардо (прежнее название Ocean 7 Adventurer). По словам Sea Shepherd, Брижит Бардо — самый быстроходный и мощный перехватчиком в истории организации. Для имени корабля изначально использовалось японское название «Годзилла». Позже судно было переименовано.
Ранее Общество также владело кораблём Farley Mowat (конфискованным канадским правительством) и Ady Gil, прежде известным как Earthrace (затонувшим после столкновения с японским судном «Сёнан мару 2» в начале 2010 года), а также рядом предшествующих судов.
В настоящее время (2017 г.) во флотилии общества имеется 9 судов: Steve Irwin, Brigitte Bardot, Bob Barker, Sam Simon, Martin Sheen, Jairo Mora Sandoval, Jules Verne, а также новый Farley Mowat и Ocean Warrior, спущенный на воду в 2016 году.

#### Статьи на русском языке
- Пол Уотсон. Люди скармливают океан кошкам и свиньям.
- Пол Уотсон. Как гоминиды воспринимают китов.